# Ђ
Ђ, ђ（称呼为 ђе，đe或dje）是一个塞爾維亞語、蒙特內哥羅语使用的西里尔字母。
它相当于发音相近的马其顿语字母 ѓ（/ɟ/）。

## 字母的次序
在塞尔维亚语和蒙特內哥羅语字母中都排第6位。

## 音值
在塞尔维亚语、蒙特內哥羅语为 /ʥ/。

## 字符编码
| 字符编码 | Unicode | ISO 8859-5 | KOI8-C |
| -------- | ------- | ---------- | ------ |
| 大写 Ђ   | U+0402  | A2         | B1     |
| 小写 ђ   | U+0452  | F2         | A1     |

## 参看
- Д д、Ѓ ѓ（西里尔字母）
- Đ đ（拉丁字母）